# Cypress Lake
Cypress Lake – jednostka osadnicza w Stanach Zjednoczonych, w stanie Floryda, w hrabstwie Lee.